# Rivière Desroches (rivière Betsiamites)
Pour les articles homonymes, voir Desroches.
La rivière Desroches est un affluent du réservoir Pipmuacan (versant de la rivière Betsiamites), coulant dans le territoire non organisé de Lac-au-Brochet, dans la municipalité régionale de comté (MRC) de La Haute-Côte-Nord, dans la région  administrative de la Côte-Nord, dans la Province de Québec, au Canada.
Une route forestière secondaire longe le côté Ouest du cours de la rivière Desroches. Quelques autres routes forestières desservent le secteur, surtout pour les besoins de la foresterie ou d’entretien de lignes électriques à haute tension d’Hydro-Québec. La route 385 qui relie Forestville et Labrieville, longe un segment du cours de la rivière Desroches,,.
La foresterie constitue la principale activité économique du secteur ; les activités récréotouristiques, en second.
La surface de la rivière Desroches est habituellement gelée de la fin novembre au début avril, toutefois la circulation sécuritaire sur la glace se fait généralement de la mi-décembre à la fin mars.

## Géographie
La rivière Desroches prend sa source à l’embouchure du lac Henderson (longueur : 1,3 km ; altitude : 487 m), situé dans le territoire non organisé du Lac-au-Brochet. Ce lac est situé à :
- 5,8 km au Sud de l’embouchure de la rivière Desroches ;
- 13,9 km au Sud-Ouest du centre du village de Labrieville ;
- 2,8 km au Sud-Est de la route forestière R0958 ;
- 10,5 km au Sud-Est du barrage de la Centrale Bersimis-1 ;
- 84,5 km à l’Ouest de l’embouchure de la rivière Betsiamites (confluence avec le fleuve Saint-Laurent) ;
- 74,5 km au Nord-Ouest du centre-ville de Forestville[2],[5].

À partir du lac Henderson, la rivière Desroches coule sur 9,2 km généralement vers le Nord, entièrement en zone forestière, selon les segments suivants :
- 1,2 km vers l’Ouest en traversant un petit lac non identifié (altitude : m), puis vers le Sud jusqu’à la décharge (venant du Sud) du lac Beaulieu ;
- 2,4 km vers le Nord-Ouest, jusqu’à la décharge (venant de l’Ouest) du lac Carter ;
- 4,6 km vers le Nord-Est, jusqu’à la décharge (venant du Sud-Est) du lac Cordella ;
- 1,0 km vers le Nord-Est, jusqu’à son embouchure[2].

La rivière Desroches se déverse sur la rive Sud d’une baie de la rive Est du réservoir Pipmuacan lequel est traversé vers le Sud-Est par la rivière Betsiamites, dans le territoire non organisé de Lac-au-Brochet. Cette confluence est située à :
- 5,4 km au Sud-Est de l’embouchure du réservoir de la centrale Bersimis-1 ;
- 12,5 km au Sud-Ouest du centre du village de Labrieville ;
- km au Nord-Ouest de la route 385 ;
- 37,8 km à l’Ouest du barrage de la Centrale Bersimis-2 ;
- 86,8 km à l’Ouest de l’embouchure de la rivière Betsiamites (confluence avec le fleuve Saint-Laurent) ;
- 79,3 km au Nord-Ouest du centre-ville de Forestville ;
- 114,0 km au Sud-Ouest du centre-ville de Baie-Comeau[2],[6].

## Toponymie
Le terme "Desroches" constitue un patronyme de famille d'origine française.
Le toponyme de « rivière Desroches » a été officialisé le 5 décembre 1968 à la Banque des noms de lieux de la Commission de toponymie du Québec, soit à la création de cette commission.